# Ocean Avenue
Ocean Avenue – четвертий студійний альбом американського гурту Yellowcard. Виданий у 2003 році лейблом Capitol Records. «Ocean Avenue» продався тиражем в 11 000 копій у перший тиждень продажів в США, дебютувавши на 61 позиції. У результаті продавшись 2,5 мільйонним тиражем, цей альбом є найбільш популярним і став двічі платиновим. Також у деяких країнах альбом вийшов обмеженим тиражем. Такий диск містив відео-матеріал «Робота над Ocean Avenue» і невипущеним відео (тому що кліп до пісні «Powder» (міні-альбом «The Underdog EP»). Пізніше було випущено ще одне спеціальне видання, до якого входили «живі» відео, а також кліпи. Пісні «Way Away» і «Подих» з альбому «Ocean Avenue» використовувалися як саундтрек до таких ігор, як «FlatOut 2» та «Burnout».

## Треклист
Автор музики і слів Yellowcard. 
| Ocean Avenue | Ocean Avenue           | Ocean Avenue |
| #            | Назва                  | Тривалість   |
| ------------ | ---------------------- | ------------ |
| 1.           | «Way Away»             | 3:22         |
| 2.           | «Breathing»            | 3:38         |
| 3.           | «Ocean Avenue»         | 3:18         |
| 4.           | «Empty Apartment»      | 3:36         |
| 5.           | «Life of a Salesman»   | 3:18         |
| 6.           | «Only One»             | 4:17         |
| 7.           | «Miles Apart»          | 3:32         |
| 8.           | «Twentythree»          | 3:27         |
| 9.           | «View From Heaven»     | 3:22         |
| 10.          | «Inside Out»           | 3:40         |
| 11.          | «Believe»              | 4:31         |
| 12.          | «One Year, Six Months» | 3:28         |
| 13.          | «Back Home»            | 3:55         |
| 47:16        |                        |              |

### Японські бонус-треки
1. "Firewater"
2. "Hey Mike"
3. "Way Away" (Акустика)
4. "Avondale" (Акустика)